# Hans-Georg Schwarzenbeck
Hans-Georg Schwarzenbeck (ur. 3 kwietnia 1948 w Monachium) – niemiecki piłkarz, obrońca. Mistrz świata z roku 1974.

## Kariera sportowa
Karierę piłkarską zaczynał w małym monachijskim klubie, w 1962 podjął treningi w Bayernie. Do seniorskiej drużyny awansował w 1966 i kilka lat później stworzył parę środkowych obrońców z Franzem Beckenbauerem (także w reprezentacji). Do 1979 rozegrał w Bundeslidze 416 spotkań (21 goli). Pięciokrotnie wywalczył tytuł mistrza Niemiec, trzy razy Puchar Europy. Był także zdobywcą Pucharu Niemiec i Pucharu Zdobywców Pucharów.
W reprezentacji Niemiec debiutował 12 czerwca 1971 w meczu z Albanią. Do 1978 rozegrał w kadrze 44 spotkania. Oprócz tytułu mistrza świata z kadrą wywalczył złoty (ME 72) i srebrny (ME 76) medal Mistrzostw Europy. Znajdował się w kadrze RFN na MŚ 78.